# Путевима судњим (књига)
Путевима судњим: (из усмене ромске баштине) је књига усмене књижевности Рома, на српском и ромском језику, коју је сакупио и превео Трифун Димић, приредио Владимир Стеванов, објављена 2012. године у издању "Градске библиотеке" из Новог Сада.

## О аутору
Трифун Димић (1956-2001) је један од највећих ромолога у светским размерама познат и као „отац ромске писмености”. Сакупљао је и бележио дела народног усменог ромског стваралаштва. Бавио се преводилаштвом, новинарством, писао поезију, прозу, филолошке и историјске студије. На ромски језик превео је Песму над песмама, Нови завет, Библијско петокњижје, муслиманску свету књигу Куран и Еп о Гилгамешу. Објавио је неколико збирки песама. Сачинио је наставни план и програм за наставни предмет „Језик и национална култура Рома”. Објавио је први Буквар на ромском језику.
Године 1996. основао је Матицу ромску у којој је до своје смрти био председник.

## О књизи
Путевима судњим је збирка усменог народног стваралаштва, готово искључиво војвођанских Рома, прва је књига такве врсте, објављена после другог светског рата на просторима Војводине и Србије. Димић се сем сакупљања поезије и прозе бавио и прикупљањм других кљижевних жанрова, као што су клетве, заклетве, благослови које су се нашле у овој збирци.
На почетку књиге је Ауторово слово на почетку:
| „ | У мојој земљи узникао је друм као скупоцени драгуљ. Има лопова, вазда краду мој друм. Носе га извесно време док не пронађу за себе уточиште. Кад баце друм, сав прљав и поцепан, поново га проналазим и састављам. Ја не могу пронаћи место за себе, морам вратити друм. И тако већ хиљаду година. | ” |